# Andrzej Wołczek
Andrzej Wołczek herbu Abdank (zm. przed 25 lutego 1693 roku) – wojski chełmski od 1670 roku, pisarz chełmski w latach 1667-1670.
Był elektorem Michała Korybuta Wiśniowieckiego z ziemi chełmskiej w 1669 roku.